# Арлашкин, Григорий Фадеевич
Григорий Фадеевич Арлашкин (25 января 1918, село Напольное Алатырского уезда (ныне Порецкий муниципальный округ) — 15 февраля 1945, г. Мельзак Восточная Пруссия (ныне г. Пененжно, Польша) — советский военнослужащий; командир 3-го стрелкового батальона 1174-го ордена Кутузова 3-й степени стрелкового полка (348-я Бобруйская Краснознаменная стрелковая дивизия, 3-я армия, 3-й Белорусский фронт), майор. Герой Советского Союза.

## Биография
Родился в мордовской крестьянской семье. Окончил Горьковский коммунально-строительный техникум.
В июле 1939 года был призван в Красную Армию Порецким райвоенкоматом и направлен на флот. После окончания спецкурсов служил в береговых частях Тихоокеанского флота. В 1943 году окончил курсы переподготовки при Саранском военном пехотном училище и был направлен в действующую армию на фронт. В том же году вступил в ВКП(б). В составе 348-й стрелковой дивизии участвовал в ожесточённых боях с противником на территории Брянской области, Белоруссии, Восточной Пруссии и Польши. Командовал стрелковым взводом, ротой, батальоном.

### Подвиг
15 февраля 1945 года на подступах к городу Мельзак батальон майора Арлашкина овладел господствующей на местности высотой и отразил восемь контратак фашистских войск, уничтожив более 150 гитлеровцев и 5 самоходных орудий. Майор Арлашкин находился на самых опасных участках обороны высоты, личным примером мужества и отваги воодушевлял своих солдат. В рукопашном бою майор Арлашкин уничтожил 6 шесть немцев, однако и сам был убит.
Указом Президиума Верховного Совета СССР от 19 апреля 1944 года за образцовое выполнение боевых заданий командования на фронте борьбы с немецко-фашистскими захватчиками и проявленные при этом мужество и героизм майору Арлашкину Григорию Фадеевичу было присвоено звание Героя Советского Союза посмертно.
Первоначально был похоронен на месте боя у деревни Мигенен, перезахоронен на воинском кладбише в городе Пененжно (Польша).

## Награды
- Герой Советского Союза
- Орден Ленина (посмертно)
- два ордена Красного Знамени
- Орден Отечественной войны 1-й и 2-й степени
- Орден Красной Звезды

## Память
- Именем Арлашкина названы улица и школа в родном селе, улица в селе Порецкое.
- Его имя носило судно министерства рыбного хозяйства (МИ-8098 «Григорий Арлашкин», порт приписки — Мурманск).

## Ссылка
- Григорий Фадеевич Арлашкин. Сайт «Герои страны».
- Культурное наследие Чувашии